# شخصيات ذكرت في القرآن
هذا المقال يسرد الشخصيات التي ذُكرت في القرآن:

## القائمة العامة

### الله
- الله
  - أسماؤه وصفاته

### الأنبياء
- موسى (136 مرة)
- إبراهيم (69 مرة)
- نوح (43 مرة)
- لوط (27 مرة)
- يوسف (27 مرة)
- آدم (25 مرة)
- هود (7 مرات)
- عيسى (25 مرة)
- هارون (20 مرة)
- إسحاق (17 مرة)
- سليمان (17 مرة)
- داود (16 مرة)
- يعقوب (16 مرة) + باسم إسرائيل (43) مرة
- إسماعيل (12 مرة)
- شعيب (11 مرات)
- صالح (9 مرات)
- زكريا (7 مرات)
- محمد (4 مرات)+ مرة واحدة باسم (أحمد)
- أيوب (4 مرات)
- يونس (4 مرات)+ مرة واحدة (ذو النون)
- يحيى (5 مرة)
- اليسع (مرتان)
- ذو الكفل (مرتان)
- إلياس (مرتان) + مرة واحدة (الياسين)
- إدريس (مرتان)

### غير الأنبياء من الناس
- آزر (مرة واحدة) (سورة الأنعام) (والد النبي ابراهيم)
- فرعون (74 مرة) لم يكن اسما ولكن كان لقبًا يطلق على ملوك مصر.
- تبع (مرتان) وكان يطلق على ملوك اليمن.
- عمران (3 مرات)
- مريم (34 مرة)
- هامان (6 مرات) ويقال ان هامان ليس إسما ولكن وظيفة للوزير الخاص بالبناء
- قارون (4 مرات)
- ذو القرنين (3 مرات)
- السامري (3 مرات)
- جالوت (3 مرات)
- لقمان (مرتان)
- طالوت (مرتان)
- عزير (مرة ومرة أخرى ذكرت قصته بغير اسمه سورة البقرة آية 259)
- أبو لهب (مرة؛ سورة المسد)
- موده

### الملائكة
- جبريل (3 مرات)
- ميكائيل (مرة)
- هاروت (مرة)
- ماروت (مرة)
- مالك خازن النار (مرة)
- ملك الموت (مرة)

### الأصنام
- اللات
- مناة
- العزى
- ود
- سواع
- يغوث
- نسر
- بعل
- يعوق

### الشياطين
- إبليس (11 مرة)